# 暗闇への恐怖
暗闇への恐怖とは、暗さに恐怖することである。大人から子供までよく見られるが、発汗や吐き気、動悸などの症状が出て病的に恐怖する場合は、恐怖症とされ、暗所恐怖症という。
暗闇で物が見えないという現実の危険・想像上の危険に対する恐怖から来ていると考えられる。暗い場所への恐怖は、人間としても子供の発達の段階としても自然なことである。

## 研究
1968年に発見されたネズミの脳内で記憶を起こす性質がRNAの一種スコトフォビンにあると考えられた。電気ショックによって暗闇を恐れるように訓練したネズミの脳内から別のネズミに注射して、暗闇への恐怖が移植されるかの実証が確認された。しかし、研究が進むとともに、記憶は神経細胞とシナプスの接続と強度によるものと考えられ、スコトフォビンの説は否定されている。
2021年6月16日に、オーストラリアにあるモナッシュ大学の研究で、暗闇に恐怖を感じる脳内メカニズムが解明されたという論文が科学雑誌『PLOS ONE』に掲載された。この研究結果によると、恐怖を司る脳の扁桃体が光によって活動を抑制されて平常心になると考えられている。